# ArgoMoon
ArgoMoon è un microsatellite realizzato da Argotec, azienda aerospaziale italiana, e coordinato dall'Agenzia Spaziale Italiana, che lanciato a bordo del lanciatore statunitense Space Launch System (SLS) durante la sua prima missione (Artemis 1) avvenuta nel 2022. Il satellite è di tipo CubeSat 6U, ha dimensioni 20×30×10 cm e massa di 14 kg.
L’obiettivo di ArgoMoon è di fornire alla NASA immagini significative a conferma della corretta esecuzione delle operazioni del SLS, che sarà privo di trasmissioni al momento del rilascio dei CubeSat. Sarà inoltre un’occasione per testare nanotecnologia nello spazio profondo. ArgoMoon completerà le operazioni di puntamento attraverso l’utilizzo di un software per la navigazione autonoma e per le manovre orbitali di rientro sulla Terra e di fine vita.

## La storia
Nel 2015 NASA ha aperto un bando per la partecipazione alla missione Exploration Mission 1, poi rinominata Artemis 1, attraverso lo sviluppo di 13 nanosatelliti (6U, secondo lo standard CubeSat). Tra le proposte vagliate dall’Agenzia Spaziale Italiana, dall'Agenzia spaziale europea e dalla NASA, è stata scelta quella di Argotec: ArgoMoon sarà l’unico satellite europeo a partecipare alla missione. Insieme ad ArgoMoon era previsto che venissero lanciati 10 CubeSat statunitensi e 2 giapponesi ma al momento del lancio sono stati selezionati complessivamente solo 10 CubeSat.

## La configurazione del satellite
ArgoMoon è basato sulla piattaforma Hawk 6 di Argotec ed è dotato di due ottiche: la prima a ristretto campo di vista che permette di effettuare fotografie con un’elevata risoluzione e la seconda dal campo di vista maggiore che fornisce al computer di bordo delle immagini da elaborare per la navigazione autonoma. L'assenza della protezione normalmente fornita dalla magnetosfera ai satelliti ad altezze più basse ha reso necessario l'utilizzo di componentistica resistente alle radiazioni. Infine, ArgoMoon è dotato di un sistema di propulsione miniaturizzato.